# Molac
Molac település Franciaországban, Morbihan megyében. Lakosainak száma 1636 fő (2022. január 1.). Molac Pleucadeuc, Pluherlin, Questembert, Larré, Le Cours, Saint-Guyomard és Bohal községekkel határos.

## Népesség
A település népességének változása:
| Lakosok száma | 940  | 949  | 913  | 1197 | 1486 | 1521 | 1569 | 1605 | 1622 | 1636 |
|               | 1968 | 1982 | 1990 | 2006 | 2013 | 2015 | 2017 | 2019 | 2020 | 2022 |